# 1614 en musique classique
| \| • Retour à la chronologie générale de la musique classique • \| |
| Grèce • Rome • Haut Moyen Âge • VIIIe siècle • IXe siècle • Xe siècle • XIe siècle XIIe siècle • XIIIe siècle • XIVe siècle • XVe siècle • XVIe siècle • XVIIe siècle XVIIIe siècle • XIXe siècle • XXe siècle • XXIe siècle |
| • Retour à la chronologie générale de la musique classique • |

| Années en musique classique : 1611 - 1612 - 1613 - 1614 - 1615 - 1616 - 1617    |
| Décennies en musique classique : 1580 - 1590 - 1600 - 1610 - 1620 - 1630 - 1640 |

## Événements
- Les Violons du Roi sont désormais 24.

## Œuvres
- El Parnaso español, de Pedro Ruimonte.
- Livre troisième des Pseaumes de David, de Jan Pieterszoon Sweelinck, imprimé à Genève, publié à Amsterdam.
- Missæ, de Pedro Rimonte.
- Sixième livre de madrigaux de Claudio Monteverdi, publié à Venise.

## Naissances

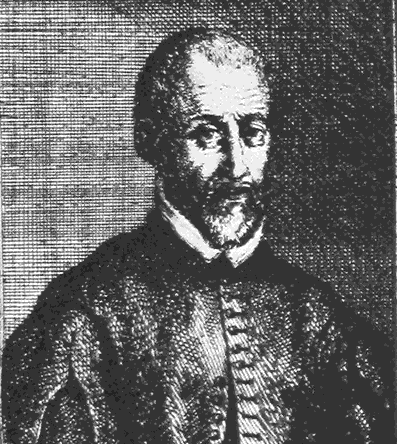
Felice Anerio.

- 29 février : Jean-Baptiste Boësset, compositeur français († 25 décembre 1685).
- 25 avril : Marc'Antonio Pasqualini, castrat italien († 3 juillet 1691).
- 11 septembre : Philipp Friedrich Buchner, compositeur allemand († 23 mars 1669).
- 28 septembre : Juan Hidalgo de Polanco, compositeur espagnol († 31 mars 1685).

Date indéterminée :
- Franz Tunder, compositeur et organiste allemand († 5 novembre 1667).

## Décès
- 17 juin : William Bathe, musicographe irlandais (° 2 avril 1564).
- 26 ou 27 septembre : Felice Anerio, compositeur italien (° 1560).

Date indéterminée :
- Giovanni de Macque, compositeur franco-flamand (° 1550).
- Nicolas Pescheur, premier organiste de l'église Saint-Sulpice de Paris.
- Lambert de Sayve, compositeur franco-flamand (° 1548 ou 1549).